# Christian Kahrmann
Christian Kahrmann, né le 19 juin 1972 à Cologne (Rhénanie-du-Nord-Westphalie), est un acteur allemand.

## Biographie
Dès l'âge de huit ans, Christian Kahrmann fait sa première apparition devant la caméra. À treize ans, il décroche le rôle de Benny dans la série télévisée Beimer Lindenstraße. Dans la série, il était aussi un membre de la bande Mini Pigs, pour laquelle il a appris à jouer de la batterie. Jusqu'à l'école secondaire, Kahrmann a joué dans plusieurs productions télévisuelles de Cologne.
Après plus de sept ans dans la série Lindenstraße, il a quitté la série afin de poursuivre d'autres projets. Il est apparu entre autres dans la série de RTL See ya! et a joué dans divers autres rôles, tels que dans Tatort.
En 1995, après avoir fait ses études de théâtre, il s'installe à New York. Avant la fin de 1998, il a joué pour le célèbre studio Herbert Berghoff en compagnie de Susan Batson, Salem Ludwig et Edward Morehouse. Réalisé à New York, il a également fondé en 1996 avec ses partenaires Ronald Marx et Hans-Rudolf Merz Jarreth le "théâtre allemand à l'étranger".
En Allemagne, Kahrmann joue dans des productions télévisuelles telles que Das Wunder von Lengende, Kubaner küssen besser, Das beste Stück ou Ratten - Sie werden dich kriegen. Kahrmann a joué dans des productions cinématographiques internationales telles que Equilibrium avec Christian Bale et Mission Évasion avec Bruce Willis et Colin Farrell. Kahrmann vit à Berlin, et est le père de deux filles qui sont nées en 2007 et 2011.

## Filmographie
| - 1985 – 1993 : Lindenstraße (série TV) - 1994 : Amoklauf d’Uwe Boll : l'étudiant - 1995 : Und tschüss!, série TV de Wolfgang Büld, (les treize épisodes) : Jürgen Jaskulke - 1997 : Das erste Semester d'Uwe Boll : Andreas Schimmer - 1998 - 2005 : Tatort, série télévisée, épisodes : 388 (Bildersturm), 535 (Das Phantom) et 594 (Der Frauenflüsterer) - 1999 : Bang Boom Bang – Ein todsicheres Ding - 1999 : Motocops : Regenzeit (TV) - 2000 : Küstenwache : Piraten auf der Ostsee (TV) - 2000 : Victor – Der Schutzengel (TV) - 2000–2005 : Samt und Seide (TV) - 2001 : Eine Hochzeit und (k)ein Todesfall (TV) - 2001 : Sehnsucht nach Sandin (TV) - 2001 : Liebe unter weißen Segeln (TV) - 2001 : Rats : L'invasion commence de Jörg Lühdorff - 2002 : Mission Évasion (Hart’s War) : sergent - 2002 : Das Beste Stück (TV) - 2002 : Eine Hochzeit auf Kubanisch (Kubaner küssen besser) (TV) - 2002 : Equilibrium de Kurt Wimmer : officier responsable - 2003 : Das Wunder von Lengede (TV) - 2003 : Was nicht passt wird passend gemacht (Télé-série) | - 2004 : Das Allerbeste Stück (TV) - 2004 : Rats 2 : L'Invasion finale de Jörg Lühdorff (TV) - 2005 : Pfarrer Braun (TV) - 2005 : Eine Prinzessin zum Verlieben (TV) - 2006 : Goldene Zeiten - 2006 : Mit Herz und Handschellen - 2006 : Der Untergang der Pamir - 2006 : Hart auf Hart - 2006 : Lebe mich - 2007 : Das Inferno – Flammen über Berlin - 2008 : Drug Fiction (Court-métrage) - 2008 : U-900 - 2009 : So glücklich war ich noch nie - 2009–2010 : Eine wie keine - 2010 : Danni Lowinski - 2010 : Vorstadtkrokodile 2 - 2010 : Max Schmeling – Eine deutsche Legende - 2011 : Stankowskis Millionen (ZDF) - 2012 : Rosamunde Pilcher : Ungezügelt ins Glück - 2015 : Monsieur Nounou : Le policier à la fin |